# Glazoué
Glazoué is een van de 77 gemeenten (communes) in Benin. Glazoué telt 124.431 inwoners (2013). De gemeente ligt in het departement Collines. De gemeente heeft een oppervlakte van 1.350 km² en is opgedeeld in tien arrondissementen:
- Aklampa (Aklankpa)
- Assanté
- Glazoué
- Gomé
- Kpakpaza
- Magoumi
- Ouèdèmè
- Sokponta
- Thio
- Zaffé

De gemeente wordt bestuurd door een burgemeester (maire) en een gemeenteraad (conseil communal) met 25 leden. Aan het hoofd van elk arrondissement staat een chef d'arrondissement.

## Economie
Dankzij irrigatie is Glazoué een van de gemeente met de grootste rijstproductie van het land, na Malanville en Karimama. De jaarlijke produvtie bedraagt meer dan 5.000 ton. Andere belangrijke teelten zijn voandzou (Vigna subterranea), aardnoten en maniok. Veeteelt wordt vooral bedreven door de Fulbe. Glazoué heeft een regionaal belangrijke markt, de grootste van het departement.

## Geografie
Glazoué ligt op een plateau. Het terrein is heuvelachtig in de plaatsen Sokponta, Gomé, Camaté, Tankossi, Tchatchégou, Thio, Ouèdèmè, Assanté en Aklampa. De aanwezige bossen worden bedreigd door illegale houtkap. De Ouémé vormt de oostelijke grens van de gemeente. Kleinere rivieren die door de gemeente stromen zijn de Adoué, de Kotobo, de Trantran, de Tehoui en de Antadji Tchololoé. De stad Glazoué ligt op 234 kilometer van hoofdstad Cotonou.
Het klimaat telt een lang en een kort regenseizoen en een lang en kort droog seizoen. De temperatuur varieert tussen 24 en 29° C.

## Bevolking
In 2002 telde Glazoué 90.475 inwoners. In 2013 waren dit 124.431 inwoners.
Het merendeel van de bevolking bestaat uit Idaasha en Mahi. Verder wonen er ook groepen Adja, Fon, Yoruba, Bètamaribè en Fulbe.
Opm: Bevolkingscijfers in duizendtallen
Bron: Glazoué Commune in Benin; 1979-2013: volkstellingen
Bron: Institut National de la Statistique Benin; 2013: volkstelling

## Geboren
- Gbèzé Zèguèzougou (1979), muzikant

## Afbeeldingen

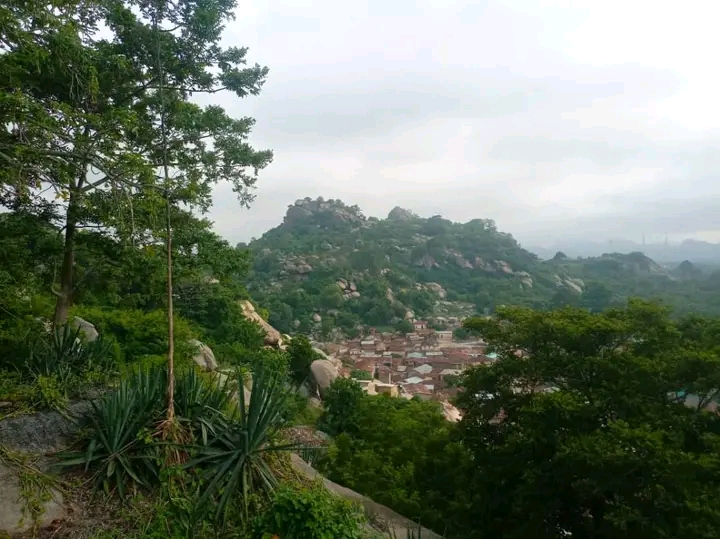
Sokponta
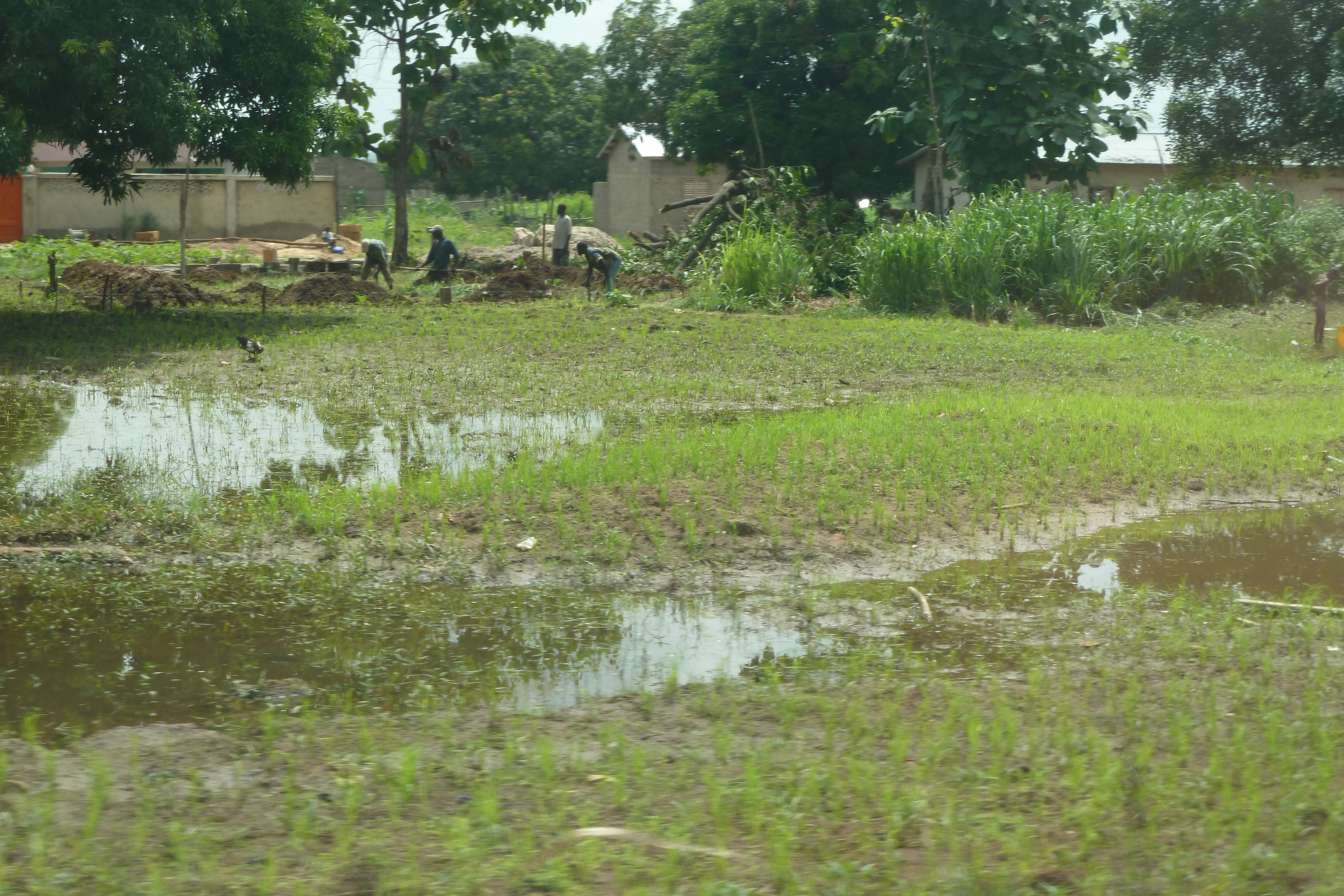
Rijstbouw
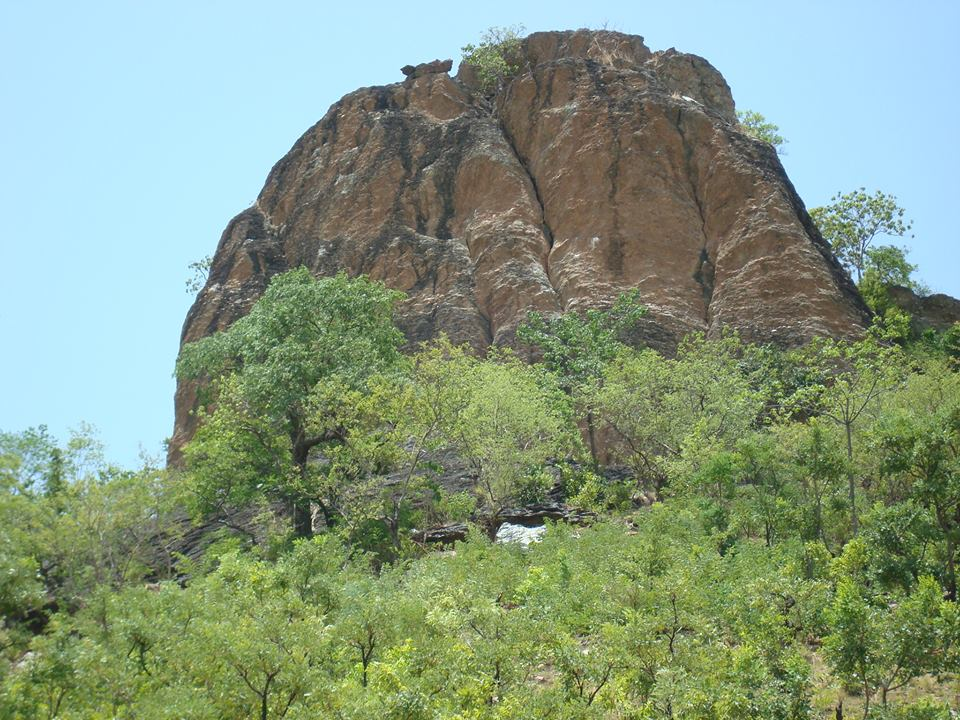
Rotsheuvel in Gomé
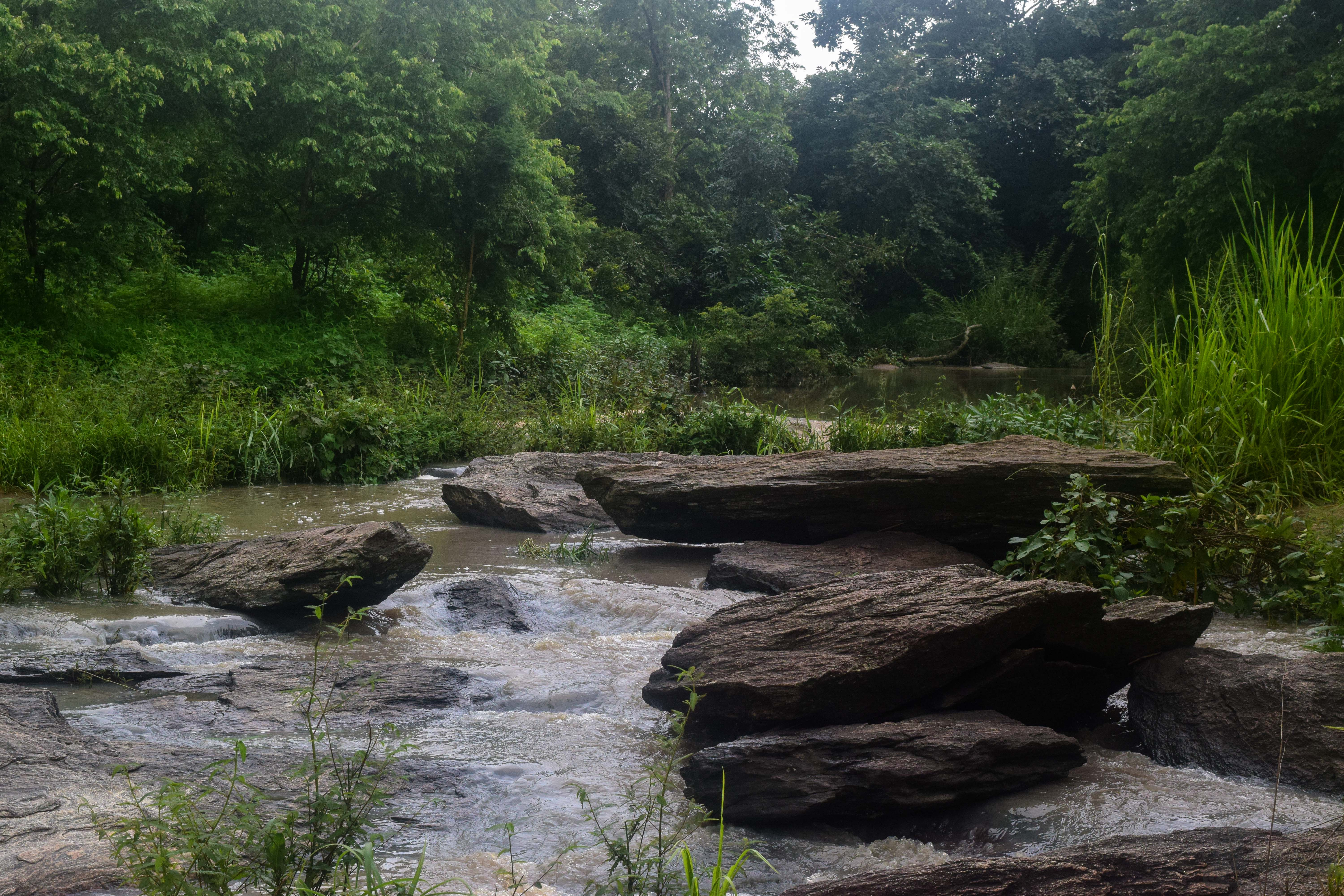
Landschap in Aklampa